# Préville

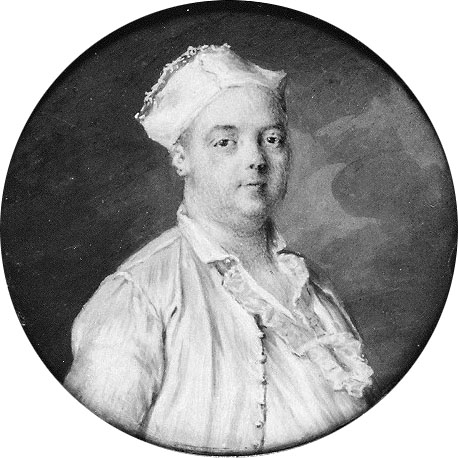
Miniatur von Préville

Pierre-Louis Dubus, genannt Préville (* 17. oder 19. September 1721 in Paris; † 18. Dezember 1799 in Beauvais, Département Oise) war ein französischer Schauspieler.

## Leben und Wirken
Dubus entstammte einfachen Verhältnissen und war eigentlich für eine kirchliche Laufbahn bestimmt. Angelegentlich einer Theaterinszenierung (→Pariser Jahrmarktstheater), an der Préville mitwirkte, wurde er vom Impresario Jean Monnet (1703–1785) entdeckt und für die Opéra-Comique engagiert. 
Ab 1743 trat Préville in Paris auf, ab 1753 an der Comédie-Française. Er debütierte dort am 20. September in der Rolle des „Crispin“. Seine größten Erfolge konnte er dort an der Seite seiner Kollegin Marie-Anne Botot Dangeville erzielen. In Edmé Boursaults Komödie Le Mercure galant ou la comédie sans titre übernahm Préville einmal sechs Rollen. 
Später ging Préville nach Lyon und übernahm dort die Leitung des Grand Théâtre. Ab 1793 wurde durch die Arbeit durch die Terrorherrschaft (→Französische Revolution) unmöglich. Préville zog sich ins Privatleben zurück und ließ sich in Beauvais nieder. Er starb im Alter von 78 Jahren am 18. Dezember 1799 und fand dort auch seine letzte Ruhestätte.

## Rollen (Auswahl)
- Crispin – Le légataire universel (Jean-François Regnard)
- Figaro – Le barbier de Séville (Pierre Augustin Caron de Beaumarchais)
- Figaro – Der tolle Tag oder Figaros Hochzeit (Pierre Augustin Caron de Beaumarchais)
- Arlequin – Le triomphe de l’amour (Pierre Carlet de Marivaux)